# McRib
El McRib es un tipo de sándwich que se comercializa periódicamente en la cadena de restaurantes de comida rápida McDonald's. Está compuesto por una hamburguesa de carne de cerdo, salsa barbacoa especial, pepinillos y cebolla, servidos en un panecillo con sésamo.

## Historia
El origen del McRib se remonta a finales de los años 1970, cuando McDonald's adquirió una patente de Roger Mandigo, profesor de la Universidad de Nebraska, para el procesado de diferentes piezas de la carne de cerdo. Aprovechando la popularidad de las barbacoas en aquella época, los responsables de la empresa diseñaron una hamburguesa con forma de costillar de cerdo.
Comenzó a venderse en las franquicias del Medio Oeste de Estados Unidos en 1981, y formó parte del menú permanente hasta 1985, con una difusión limitada a ese país. McDonald's no recuperó el McRib hasta 1994, cuando relanzó el producto a nivel internacional. En algunos países como Alemania, el McRib sigue presente en el menú de forma permanente.
El 1 de noviembre de 2005, McDonald's retiró el McRib de su menú permanente en Estados Unidos, medida que fue copiada por la mayoría de franquicias internacionales. Con el paso del tiempo, McDonald's ha vuelto a comercializar McRib de forma periódica en algunas regiones, y existen entusiastas del sándwich que se organizan a través de webs para conocer en qué ciudades se está vendiendo. Esta medida ha sido parodiada en series de televisión como Los Simpson, en el capítulo I'm Spelling as Fast as I Can.
Desde 2012, McDonald's pone a la venta el McRib de forma periódica.